# Jean-Baptiste Moheau
Jean-Baptiste Moheau (1745-1794) est un démographe français, considéré comme l'un des fondateurs de la démographie. Il sera, au cours de sa vie, secrétaire de l'intendant Auget de Montyon et inspecteur des dénombrements au Contrôle général (en 1777).
Dans son ouvrage Recherches et considérations sur la population de la France publié en 1778, il a été le premier à aborder la question de la mortalité différentielle selon les couches sociales. Cet ouvrage reste cependant tourné vers l'étude de la population.